# Административно-территориальное деление Днепропетровской области
Днепропетровская область была образована 27 февраля 1932 года в результате административно-территориальной реформы (одна из пяти первых областей Украинской ССР).
Её территория значительно отличалась от современной Днепропетровской области, включая территорию современных Запорожской области, северной части Херсонской области и восточной части Донецкой области.

## Районы
17 июля 2020 года принято новое деление области на 7 районов:
| № | Район                 | Население (тыс. чел.) | Площадь (км²) | Административный центр |
| - | --------------------- | --------------------- | ------------- | ---------------------- |
| 1 | Днепровский район     | ▼1 145 065            | 5605,6        | г. Днепр               |
| 2 | Каменский район       | ▼423 443              | 4803,4        | г. Каменское           |
| 3 | Криворожский район    | ▼743 934              | 5724,9        | г. Кривой Рог          |
| 4 | Никопольский район    | ▼250 746              | 3240,6        | г. Никополь            |
| 5 | Новомосковский район  | ▼167 526              | 3478,2        | г. Новомосковск        |
| 6 | Павлоградский район   | ▼166 797              | 2490,3        | г. Павлоград           |
| 7 | Синельниковский район | ▼198 974              | 6616,6        | г. Синельниково        |

Районы в свою очередь делятся на городские, поселковые и сельские территориальные общины (укр. територіальна громада).

## История административно-территориального деления Днепропетровской области

Районы Днепропетровской области до 17 июля 2020 года

27 февраля 1932 года в результате административно-территориальной реформы была образована Днепропетровская область (одна из пяти первых областей республики).
Её территория значительно отличалась от современной Днепропетровской области, включая территорию современных Запорожской области, северной части Херсонской области и восточной части Донецкой области.
17 июля 1932 года из состава Днепропетровской и Харьковской областей была выделена Донецкая область.
10 января 1939 года из состава Днепропетровской области выделена Запорожская область, территория области была зафиксирована в современных границах.

### Перечень районов Днепропетровской области до 17 июля 2020 года
| - Апостоловский район - Васильковский район - Верхнеднепровский район - Днепровский район - Криворожский район - Криничанский район - Магдалиновский район - Межевский район - Никопольский район - Новомосковский район - Павлоградский район | - Петриковский район - Петропавловский район - Покровский район - Пятихатский район - Синельниковский район - Солонянский район - Софиевский район - Томаковский район - Царичанский район - Широковский район - Юрьевский район |

### Статусы городов до 17 июля 2020 года
Города областного значения
| - Вольногорск - Днепр (Днепропетровск) - Жёлтые Воды - Каменское (Днепродзержинск) - Кривой Рог - Марганец - Никополь | - Новомосковск - Покров - Павлоград - Першотравенск - Синельниково - Терновка |

Города районного значения
- Апостолово
- Верхнеднепровск
- Верховцево
- Зеленодольск
- Перещепино
- Подгородное
- Пятихатки